# Фонтаны Новосибирска

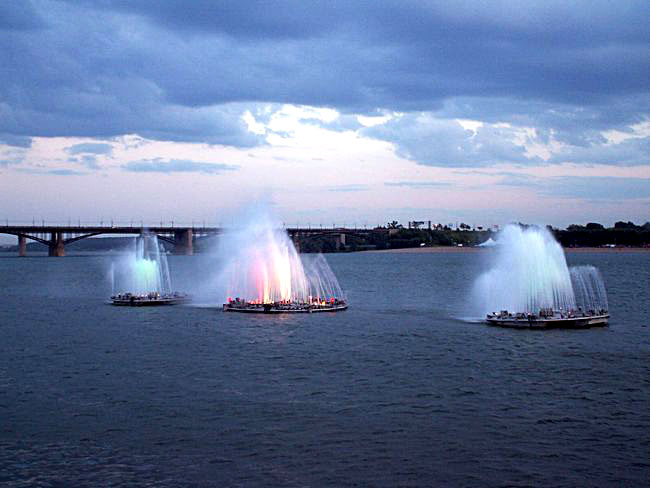
Фонтаны на воде

К 2007 году «Горфонтан» построил уже три новых фонтана, являющихся теперь гордостью фонтаностроения города.

## Крупнейшие фонтаны города

### Фонтан в Первомайском сквере

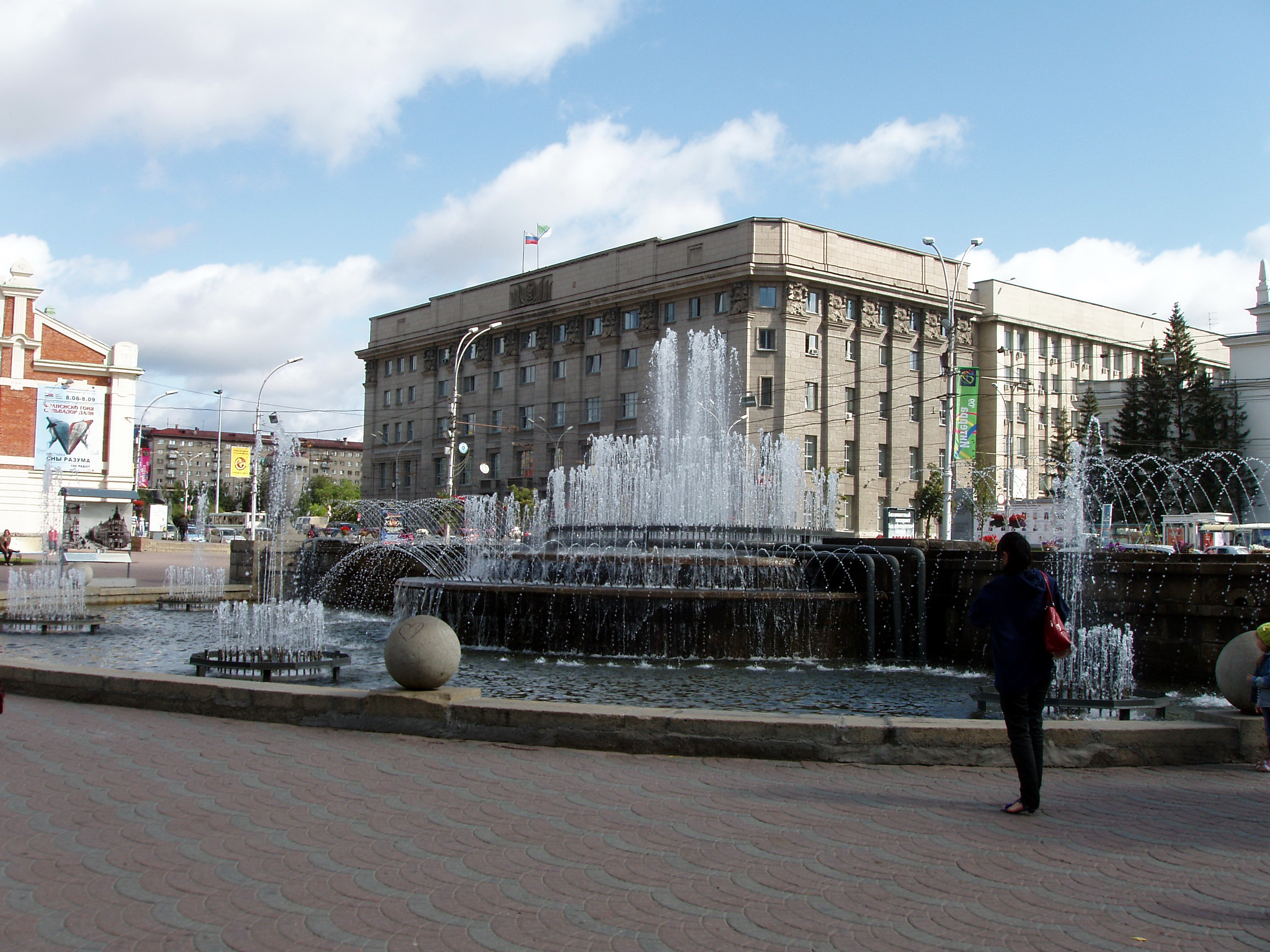
Фонтан в Первомайском сквере

Расположен в Первомайском сквере со стороны Красного проспекта.
Представляет собой три каскадированных бассейна.
Один из самых первых фонтанов города.
В чаше фонтана бьют 700 струй. Два насоса перекачивают в час 315 кубометров воды. Объём чаши — 108 куб.м.

#### История
Фонтан строился в 1934—1935 годах, когда шло интенсивное превращение Новосибирска в «город-сад». Деревянные павильоны Сенного Торга были снесены и на их месте был разбит Первомайский сквер.
В проектировании фонтана, как и всего сквера, участвовал главный архитектор города — В. М. Тейтель.
С 1 июня 1934 года «Водоканалтрест» приступил к прокладке водопроводных труб, а с 10 июня — к кладке бассейна-фонтана. Строила его Ремстройконтора, а наблюдение за строительством вел городской инженер Брейденбах.
Запуск фонтана планировался к открытию сквера — 25 июня 1935 г.
Однако сроки запуска постоянно срывались — то были украдены медные трубы, то проблемы с цветами, то с вазами, то не хватало напора воды.
После официального пуска фонтан проработал всего пять часов. На данный момент фонтан не работает из-за треснувшей чаши.

### Музыкальный фонтан у театра «Глобус»
Расположен прямо возле театра «Глобус» (ранее — ТЮЗ)
Это первый в городе светомузыкальный фонтан.
Автор проекта — Леонид Григорьевич Зотов.
Запущен 3 июля 1993 г. к 100-летию Новосибирска.

### Плавучий фонтан на Оби
Расположен в воде, в нескольких десятках метров от берега, в районе парка «Городское Начало».
Состоит из трёх фонтанов — один центральный и два боковых, на некотором расстоянии.
На зиму фонтаны снимают с якорей и переплавляют на зимовку в район Затона. Автор — Леонид Зотов. Запущен 1 сентября 2003 г.(только 1 фонтан), а в 2004 году −2 остальных. На данный момент (2017) стоит сломанный на барже в Затоне, и могут не успеть его отремонтировать к 1 июня.

### Фонтан «речных цивилизаций»(Собственник: муниципальное предприятие «Городской фонтан»)
Расположен на площади Пименова, перед зданием ГПНТБ СО РАН.
На текущий момент это самый большой фонтан города.
Состоит из четырёх чаш: центральная — диаметром 20 метров, две боковые и небольшая верхняя.
Центральная струя фонтана пульсирует, поднимаясь до 20 метров.
Режим работы фонтана меняется в зависимости от погоды.
Это третий фонтанный проект Леонида Зотова.
Запущен 6 сентября 2007 года. А 2 остальных запустили в 2008 году.
Фонтан является первой частью Фонтанного комплекса, который планируется ещё с мая 2005 года и по проекту будет состоять из семи фонтанов, каждый из которых символизирует реку Сибири (Бия, Катунь, Иртыш, Енисей…).
В центре главного фонтана предполагается поместить символ реки Оби.

## Более мелкие фонтаны

### в парке Кирова — «Одуванчик»
Построен к 110-летию города, в 2003 г. Проектная организация - ЗАО "СибРегионПроект".

### Детский фонтан в Первомайском сквере

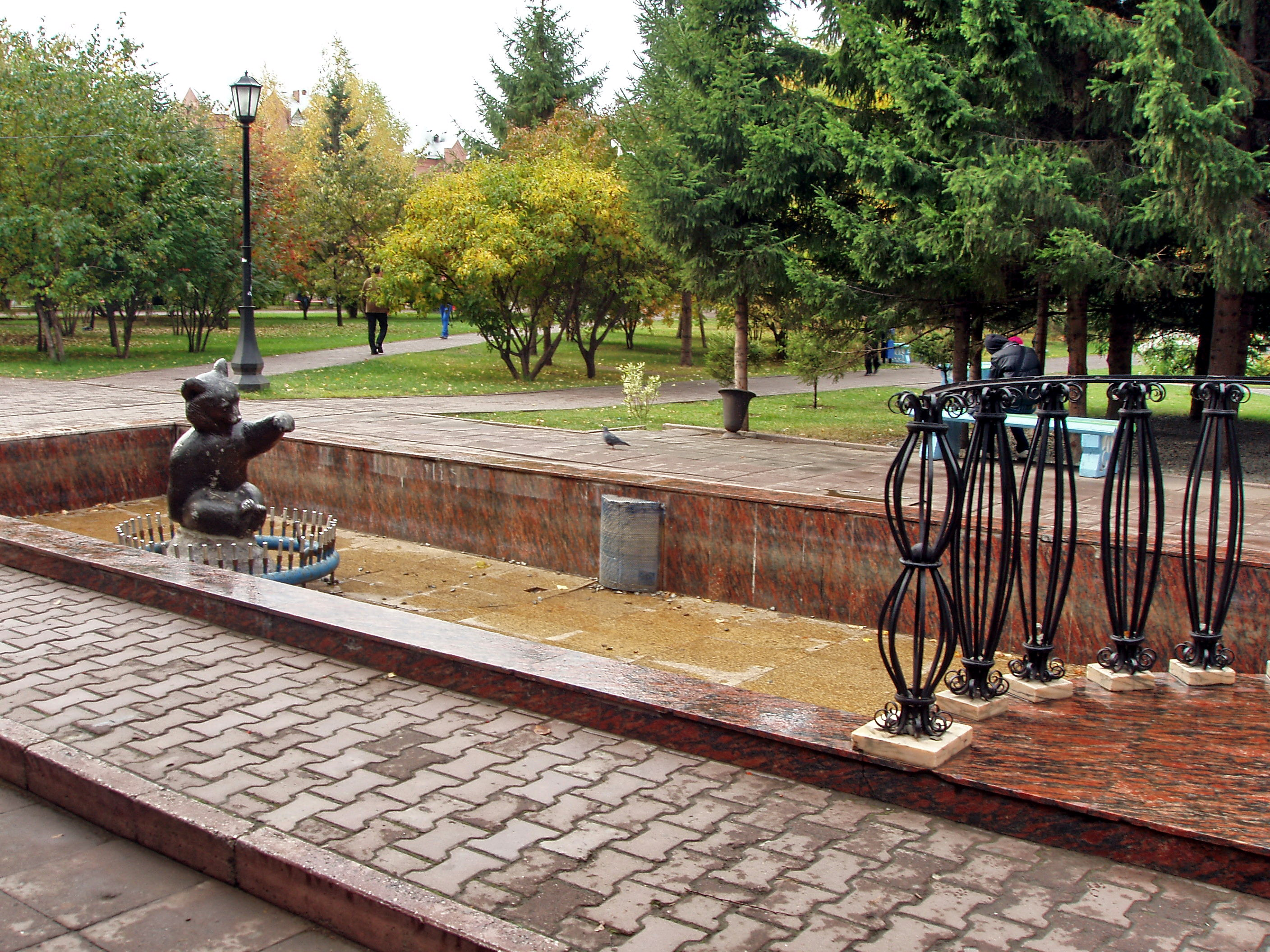
Детский фонтан

Расположен примерно в середине Первомайского сквера. Представляет собой маленький бассейн со скульптурой мишки. «Близнец» медвежонка находится в садоводческом обществе «Березка» (Р/д Иня) на даче скульптора.

### Питьевой фонтанчик у креста-камня Хачкар

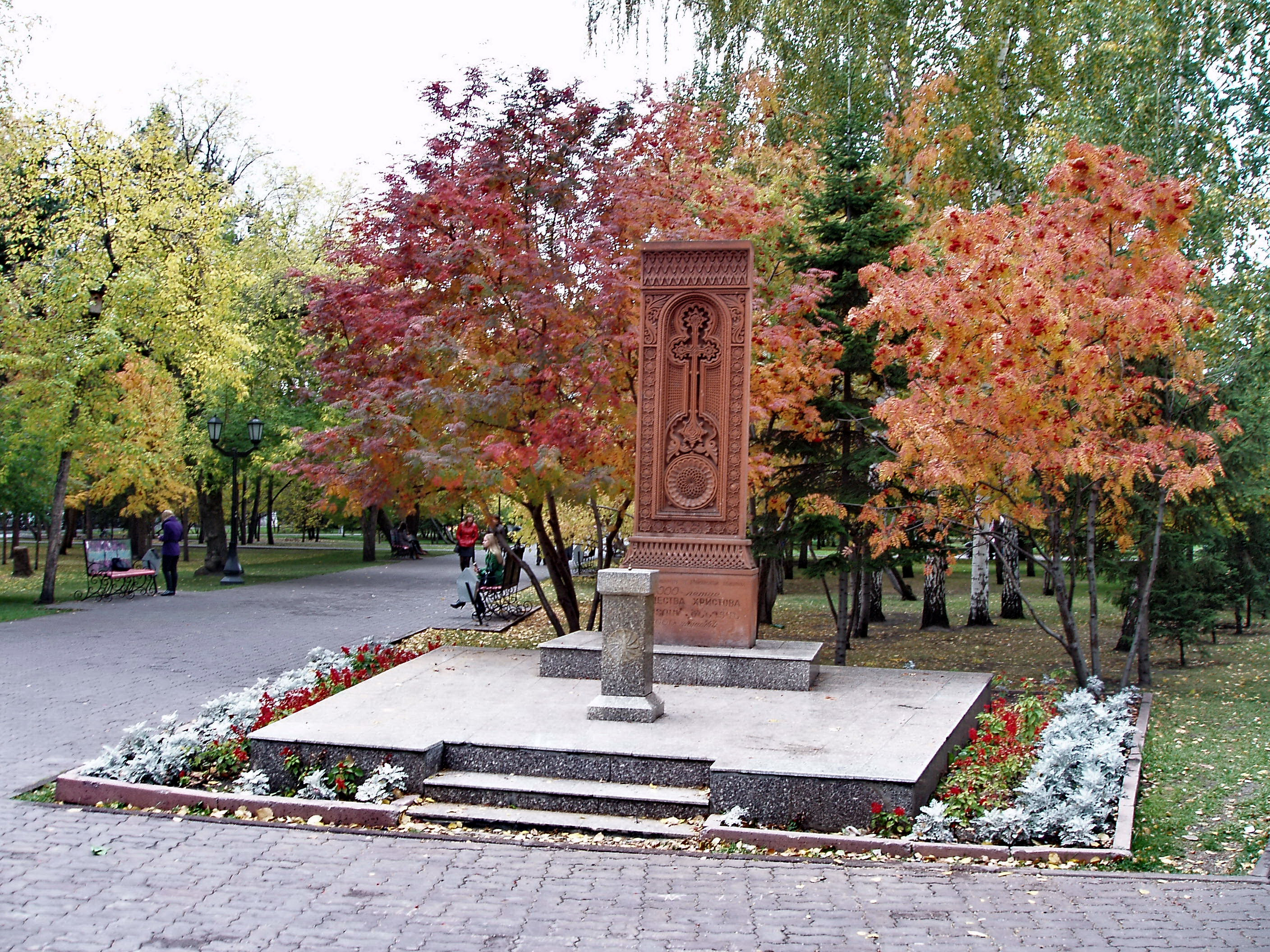
Хачкар

Не работает.

### в Нарымском сквере
Расположен примерно в центре — на пересечении двух крупных аллей.
Данный фонтан расположен в центре Нарымского сквера на пересечении двух самых больших аллей. Представляет собой шестиметровый бассейн, в котором бьют  72 струи соединяющихся  в центре и образующие собой полукруг.
Фонтан построили в 2006 году. 
Подготовили: Смирнова Д. и Киселёва С. Ель School 4 класс

### у вокзала Новосибирск-Главный
Открылся в 2006 г.

### ещё один фонтан у «Сибири»
гг
(ближе к Нептуну)

### около ДК Горького
- со стороны ул. Народной.
- со стороны ул. Богдана Хмельницкого

### на пересеченииулиц Б.Хмельницкогои 25 лет Октября.
два фонтана

### в зоопарке
три фонтана

### возле управления РЖД
На пересечении Вокзальной Магистрали и Урицкого.
Выполнен в виде длинного узкого бассейна вдоль здания.

### в микрорайоне Родники
на ул. Свечникова в парке

### Фонтан "Глобус"
Фонтан «Глобус» находится на улице Советской напротив здания авиакомпании "S7". 
Нам удалось узнать, что этот фонтан для города стал юбилейным – он 45-й по счету. Его открытие состоялось в день 75-летия Новосибирской области и 20-летия компании "S7". Длина струи у фонтана достигает 7 метров. Около фонтана очень много зелёных растений. Когда мы там проходили, то увидели на фонтане табличку. На ней написано «Торговая площадь». На площадке было много отдыхающих. 
Интересный факт: сквер, в котором находится фонтан, не имеет названия.
Информацию подготовили ученицы 4 класса El school Смирнова Д. и Киселёва С.

### Фонтан в Центральном парке..
В Центральном парке расположен пеший фонтан. В тёплую погоду там можно освежиться. Из земли бьёт 178 струй в высоту до 10 метров.  У фонтана есть подсветка и звуковое сопровождение, но нам увидеть этого не удалось из-за раннего посещения парка. График работы фонтана можно найти в Интернете.
Информацию подготовили ученицы 4 класса El school Смирнова Д. и Киселёва С.

### Сквер Авиаторов.
Когда мы были в сквере Авиаторов, то увидели там очень красивый фонтан.
Вокруг фонтана много зелени и цветов, в достатке лавочек и места для отдыха.
Нам нравится там прогуливаться, так как фонтан расположен в 5 минутах ходьбы от нашей школы. Это место популярно среди жителей Дзержинского района.
Информацию подготовили ученицы 4 класса El school Смирнова Д. и Киселёва С.

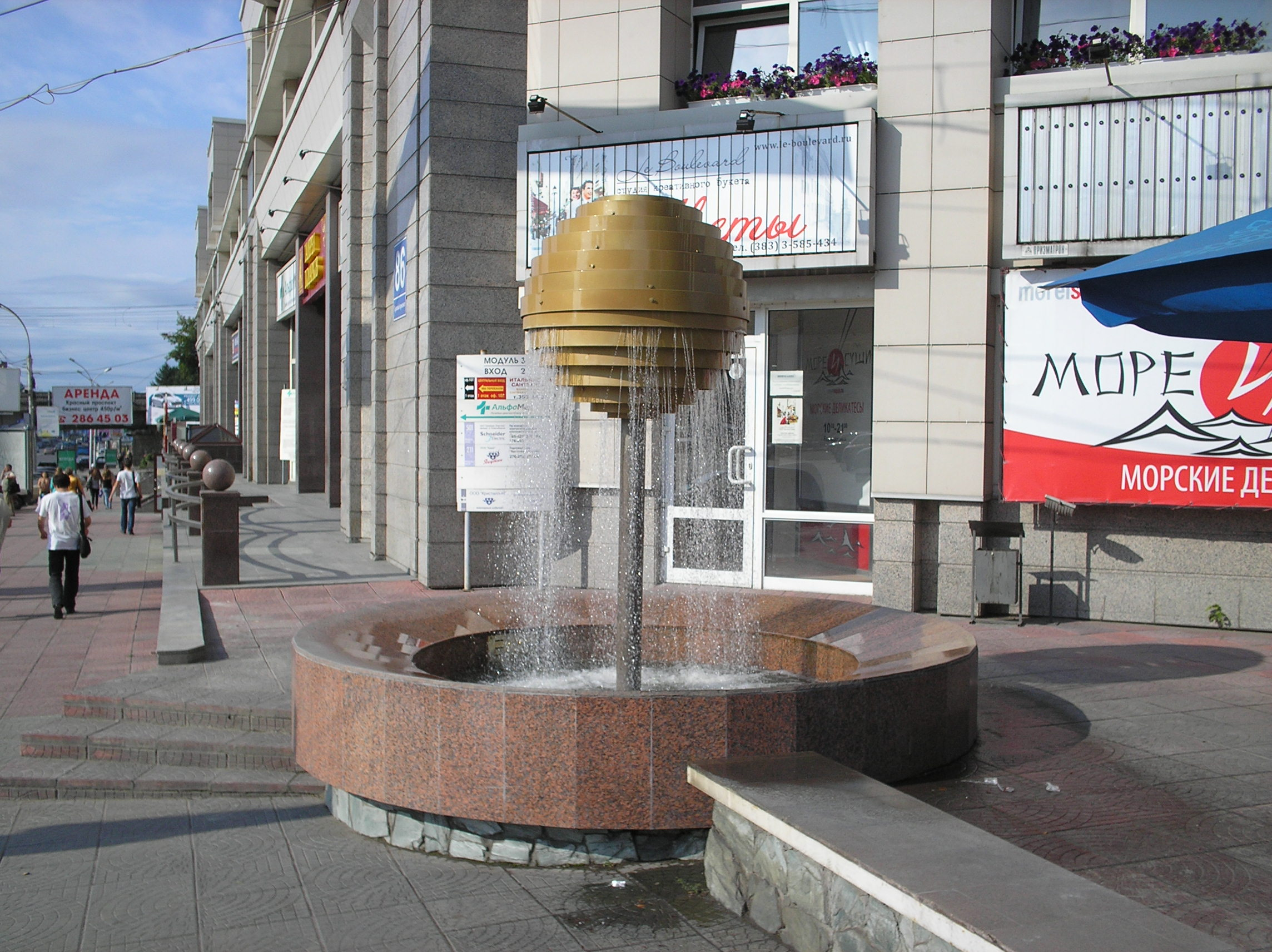
На пересечении Красного проспекта и улицы Писарева